# Crypt of the NecroDancer
Crypt of the NecroDancer – роуґ-лайк ритм-гра, розроблена студією Brace Yourself Games.  Базується на прямому сюжеті, де головному герою потрібно долати перешкоди в автоматично генерованих підземеллях. При цьому потрібно пересуватися відповідно до ритму саундтреку, написаного Денні Барановським. 
Гра дозволяє завантажувати свою музику в форматі MP3.
Реліз гри на Steam відбувся 23 липня 2015. Доступна на ПК; а також на таких платформах: PlayStation 4, PlayStation Vita та Nintendo Switch. 
Окрім класичного геймпада чи клавіатури, гра дозволяє використовувати танцювальний килимок. 

## Геймплей
Це гра з 2-D графікою, в якій гравець керує одним із набору персонажів. Метою гри є дослідження кількох рівнів підземель, наповнених монстрами та пастками.
На відміну від класичних роуґ-лайк ігор, персонаж може рухатися або атакувати лише якщо виконує цю дію в такт музиці. Кожен успішний біт збільшує коефіцієнт отримання монет. Невідповідність такту скидає коефіцієнт монет. 
Шкоду персонажу можуть наносити: атака з боку монстрів, пастки та деякі елементи одягу.
Монстри діють відповідно до визначених шаблонів, які гравець повинен вивчити.
В підземеллях можна добути зброю, обладунки, шкатулки зі скарбами та корисні предмети. За кожного вбитого монстра, гравець отримує монети (кількість яких варіюється відповідно до коефіцієнту). 
Підземелля має 4 зони, кожна з яких має 4 рівні. Перші три рівні вимагають від гравця знайти міні-боса та подолати його, аби перейти до наступної зони. В кінці четвертого рівня на гравця чекає супер-бос, якого потрібно перемогти, аби просунутися до наступної зони. 
Час проходження кожного рівня обмежений довжиною пісні. Якщо вона завершується до того, як персонаж переміг міні-боса, перший провалюється в люк, де на нього чекає міні-бос.
В грі є зона фоє та зона ігрових підземель. Після кожного заходу в підземелля, гравець повертається у фоє. Тут є різні кімнати. Як-от тренувальна кімната, де можна потренуватися у битві з тим чи тим монстром. Або ж магазин, де за діаманти (здобуті при проходженні зон) можна придбати постійні покращення.
Є кілька ігрових режимів:
- проходження кожної зони окремо. Персонаж може використовувати покращення, придбані в фоє та заробляти діаманти.
- проходження усіх доступних зон за один раз. У персонажа є три життя; немає можливості заробляти діаманти та використовувати покращення, здобуті в фоє.
- щоденне випробування. Кожного дня генерується підземелля з чотирма зонами. Підземелля однакове для гравців усього світу. Найкращі результати проходження розміщують на рейтинговій дошці пошани.

Спершу гравець має доступ лише до головного героя, Каденса. Після успішного проходження певних зон та виконання цілей, стають доступні і інші персонажі.

## Сюжет
Гравець керує Каденс, дочкою шукача скарбів, який зник безвісти. Намагаючись знайти його, Каденс потрапляє в склеп, контрольований Некроденсером. Останній викрадає серце Каденс і тепер вона має рухатися підземеллями під ритм свого серця, аби вижити та перемогти Некроденсера.
Біля сховища зі своїм серцем Каденс змагається з прислужником Некроденсера на ім’я Мертвий Дзвонар (англ. Dead Ringer). Останній виявляється її батьком, якого Каденс рятує та разом з ним вирушає на битву з Некроденсером. Вони використовують його магічну золоту лютню, аби вбити його. Після чого використовують цю зброю для воскресіння матері Каденс, Мелоді. Виявляється, що лютня проклята і Мелоді повинна грати на ній вічно, аби залишитися живою. Та з часом лютня поглине людяність мелоді, як колись поглинула Некроденсера. 
Мелоді йде далі в підземелля, аби знайти спосіб зламати прокляття лютні. 
Коли Мелоді доходить до кінця склепу, вона воскрешає Некроденсера золотою лютнею. Він атакує її, та Мелоді перемагає. Некроденсер намагається втекти. Арія (мати Мелоді) лежала в труні з кинджалом в грудях. Золота Лютня воскресила і її. Арія кидає Некроденсера з обриву. Арія знає, як зняти прокляття з лютні та відправляється на пошуки святині, яка раз і назавжди знищить лютню.
Коли Арія досягає святині, на неї нападає сама лютня, яка мутує у великого монстра, намагаючись врятувати себе від знищення. Арія перемагає та жертвує своїм життям задля знищення проклятого інструменту. Мелоді повертається до повноцінного життя. 

## Музика
Саундтрек до гри був складений Денні Барановським. Саундтрек змінює швидкість та ритм відповідно до того, як гравець пересувається у підземеллях. Друг Барановського назвав це новим жанром музики «Spookhouse Rock». 
Гра має чотири додаткові саундтреки: саундтрек від Алекса Есквівеля (псевдонім «A_Rival»); хеві-метал саундтрек від Джулс Конрой (псевдонім «FamilyJules»); саундтрек від Джейка Кауфмана (псевдонім «Virt»); і саундтрек від Girlfriend Records.
Пізніше було додано ще один саундтрек від OverClocked ReMix.
Версія гри Xbox One додала шостий додатковий саундтрек від Chipzel.
Сьомий саундтрек від Danganronpa з’явився після оновлення версії гри для ПК 22 серпня 2017 року.